# Plinthocoelium koppei
Plinthocoelium koppei là một loài bọ cánh cứng trong họ Cerambycidae.